# Looking Glass Rock
Pour les articles homonymes, voir Looking Glass.
Looking Glass Rock est un sommet des monts Great Balsam, aux États-Unis. Il culmine à 1 210 mètres d'altitude dans le comté de Transylvania, en Caroline du Nord. Il est protégé au sein de la forêt nationale de Pisgah.

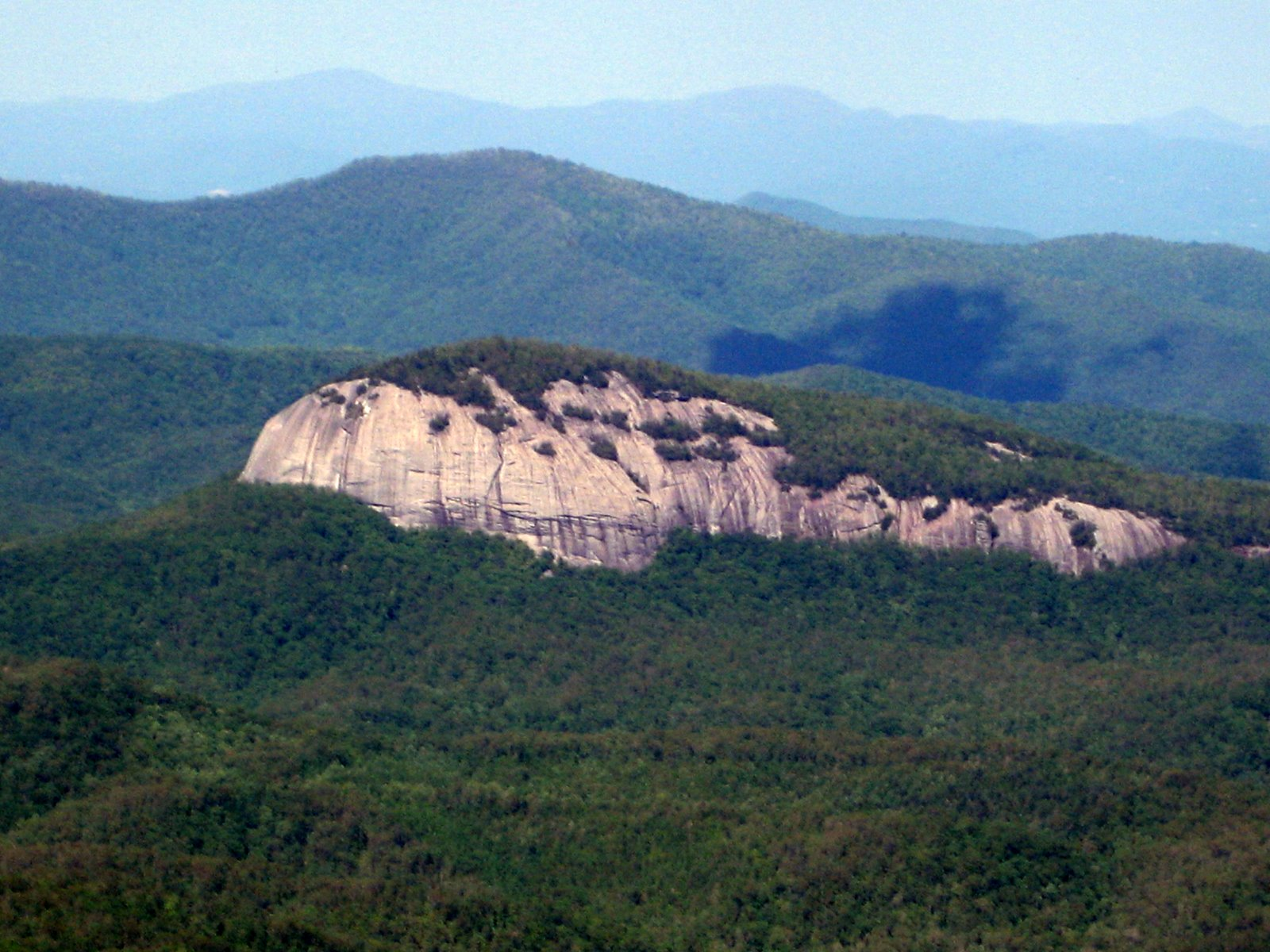
Looking Glass Rock depuis l'Art Loeb Trail.
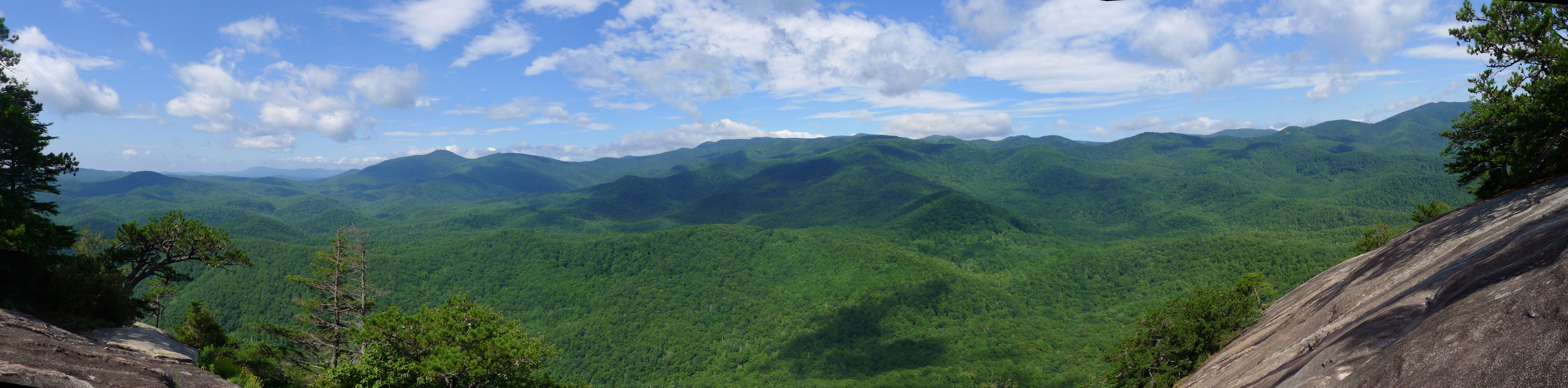
Panorama depuis Looking Glass Rock.